# Liste der Baudenkmäler in Buchdorf
Auf dieser Seite sind die Baudenkmäler in der schwäbischen Gemeinde Buchdorf zusammengestellt. Diese Tabelle ist eine Teilliste der Liste der Baudenkmäler in Bayern. Grundlage ist die Bayerische Denkmalliste, die auf Basis des Bayerischen Denkmalschutzgesetzes vom 1. Oktober 1973 erstmals erstellt wurde und seither durch das Bayerische Landesamt für Denkmalpflege geführt wird. Die folgenden Angaben ersetzen nicht die rechtsverbindliche Auskunft der Denkmalschutzbehörde.

## Baudenkmäler nach Ortsteilen

### Buchdorf
| Lage                    | Objekt                             | Beschreibung | Akten-Nr.             | Bild           |
| ----------------------- | ---------------------------------- | --- | --------------------- | -------------- |
| Kirchgasse 2 (Standort) | Katholische Pfarrkirche St. Ulrich | Saalbau mit eingezogenem, dreiseitig geschlossenem Chor, Turm mit pilastergegliedertem Oktogon und Schweifhaube im nördlichen Chorwinkel sowie mit Giebelgesimsen und Werksteinportal im Westen, Turmunterbau als Rest einer Chorturmkirche, wohl 14. Jahrhundert, 1736 (bezeichnet) Neubau von Langhaus und Chor nach Entwurf von Giovanni Rigaglia, wohl 1792 f. Erhöhung des Turms mit Oktogon und Haube; mit Ausstattung wie Kanzel | D-7-79-126-1 Wikidata | weitere Bilder |
| Römerweg 9 (Standort)   | Schule                             | neubarocker zweigeschossiger Satteldachbau mit Zwerchhaus, geschweiften Volutengiebeln mit Pilastergliederung, Ecklisenen, Putzrustika im Erdgeschoss sowie profilierten Geschoss- sowie Traufgesimsen, Anfang 20. Jahrhundert | D-7-79-126-2 Wikidata | Schule         |

### Baierfeld
| Lage                                  | Objekt                             | Beschreibung | Akten-Nr.             | Bild |
| ------------------------------------- | ---------------------------------- | --- | --------------------- | ---- |
| Kirchenweg 3 (Standort)               | Kleinbauernhaus                    | eineinhalbgeschossiger Flachsatteldachbau in Jurabauweise mit verputztem Fachwerk über massivem Erdgeschoss und vorkragender Küchenkammer, 1. Viertel 19. Jahrhundert, Stallstadelteil später verändert und erweitert | D-7-79-126-3 Wikidata | BW   |
| Maierbergle 1 (Standort)              | Katholische Pfarrkirche St. Joseph | Chorturmkirche, Saalbau mit eingezogenem Rechteckschor im Turm mit Ecklisenen und Gurtgesimsen am Oktogon, östlich angebauter Gruftkapelle und Sakristeianbau im nördlichen Chorwinkel, Turmunterbau und Gruft im Kern im Kern um 1300, um 1482 ff. Neubau des Kirchenschiffs und Umgestaltung von Turm und Gruft (bezeichnet), 1696 Errichtung des Turmoktogons mit Kuppel nach Plan von Frater Michael Geier, 1718 Verlängerung des Kirchenschiffs nach Westen und Anbau der Sakristei; mit Ausstattung; Friedhofsmauer, 17./18. Jahrhundert, im Südwesten erneuert; Katholische Friedhofskapelle (Leichenhaus), rechteckiges Gehäuse mit Satteldach, Anfang 18. Jahrhundert | D-7-79-126-4 Wikidata | BW   |
| Pfarrer-Hoffmann-Straße 4 (Standort)  | Bauernhaus                         | zweigeschossiger Satteldachbau mit Ecklisenen, breitem Bandgesims und aufgeputzten Kragsteinen an den segmentbogigen Fenstern des Wohnteils, 1894 (bezeichnet) | D-7-79-126-6 Wikidata | BW   |
| Pfarrer-Hoffmann-Straße 17 (Standort) | Ehemals katholisches Pfarrhaus     | zweigeschossiger Satteldachbau mit profilierten Trauf- und Giebelgesimsen und Werksteineinfassung am Portal, 1699; Pfarrstadel, Satteldachbau, um 1700. | D-7-79-126-5 Wikidata | BW   |